# 中国健美操协会
中国健美操协会是中华人民共和国健美操运动从业者和爱好者等组成的全国性体育组织，由中华全国体育总会领导，成立于1992年9月，会址位于北京市。